# Peglio, Marche
Peglio är en ort och kommun i provinsen Pesaro e Urbino i regionen Marche i Italien. Kommunen hade 686 invånare (2018).